# Sousela
Sousela es una freguesia portuguesa del concelho de Lousada, con 7,08 km² de superficie y 1.854 habitantes (2001). Su densidad de población es de 261,9 hab/km².